# ژوزف دو مستر
ژوزف ماری دو مستر (به فرانسوی: Joseph de Maistre)‏ (۱۷۵۳–۱۸۲۱) سیاستمدار، فیلسوف، مورخ و نویسنده سلطنت‌طلب و ضد انقلاب قرن هجدهم میلادی اهل فرانسه بود. او برادر اگزویه دو مستر، رمان‌نویس مشهور فرانسوی است.
از جملات بسیار مشهور او:
«این فاجعهٔ انقلاب فرانسه، فاجعه‌ای ملّی است. چون ملّی است، پس نقش ملت در آن بسیار مهم است. خونی که از شاه (لویی شانزدهم) بر روی زمین ریخت، صد طوفان از آن بلند خواهد شد و ملت فرانسه باید بدانند که تاوان آن را خواهند داد. از این طوفان‌هائی که از هر قطرهٔ خون او ایجاد خواهد شد، جان سالم به در نخواهند برد.»
ژوزف دومستر از پیروان فلسفه اشراق بود و معتقد بود که حکمرانان به نیابت از خدا حکمرانی می‌کنند.